# آندرئاس گلینیاداکیس
آندرئاس گلینیاداکیس (یونانی: Ανδρέας Γλυνιαδάκης؛ زادهٔ ۲۶ اوت ۱۹۸۱) یک بازیکن بسکتبال اهل یونان است.
از باشگاه‌هایی که در آن بازی کرده‌است می‌توان به سیاتل سوپرسانیکس اشاره کرد.